# Puertas de Illamina
Puertas de Illamina – jaskinia w Hiszpanii, w Pirenejach.
W jaskini znajdują się ogromne komory, bogata szata naciekowa oraz rzeka z efektownymi wodospadami Jaskinia jest szóstą pod względem głębokości jaskinią Hiszpanii. W 1987 roku speleolodzy bułgarscy prowadzili eksplorację i podali błędną głębokość -1408 m, która została następnie poprawiona na -1340 m.